# 阿恩库尔哈蒂
阿恩库尔哈蒂（Ankurhati），是印度西孟加拉邦Haora县的一个城镇。总人口7787（2001年）。

## 人口
该地2001年总人口7787人，其中男性4138人，女性3649人；0—6岁人口1016人，其中男530人，女486人；识字率70.60%，其中男性为74.17%，女性为66.57%。